# Prix Gunzō
Le  prix Gunzō (群像新人文学賞, Gunzō Shinjin Bungakushō) est un prix littéraire décerné chaque année par la revue littéraire  Gunzō dans les deux catégories, roman (Shishōsetsu) et critique / commentaire (Hyōron) (le prix critique est annulé en 2022). Le lauréat reçoit une somme d'un  montant de 500.000 Yen. L'ouvrage couronné est publié dans l'édition du mois de juin de Gunzō.

## Lauréats

### Catégorie roman
| Année | Lauréat(s)                                                                                             | Traduction française                                |
| ----- | --- | --------------------------------------------------- |
| 1958  | non décerné                                                                                            | -                                                   |
| 1959  | non décerné                                                                                            | -                                                   |
| 1960  | Tamako Koga, Mateki (魔笛)                                                                             | -                                                   |
| 1961  | non décerné                                                                                            | -                                                   |
|       | Mention spéciale : Miyoji Ueda, Gyakuen (逆縁)                                                         | -                                                   |
| 1962  | Akira Nishihara, Nisshoku (日蝕)                                                                       | -                                                   |
| 1963  | Ryūichi Fumizawa, Omoi kuruma (重い車)                                                                 | -                                                   |
| 1964  | Michiko Miyoshi, Dokudami (どくだみ)                                                                   | -                                                   |
| 1965  | Tōru Kurobe, Suna no kankei (砂の関係)                                                                 | -                                                   |
| 1966  | non décerné                                                                                            | -                                                   |
|       | Mention spéciale : Hiroshi Atayama, Hitotsubo no tairiku (一坪の大陸)                                  | -                                                   |
| 1967  | Yoshimi Kondō, Hone (骨)                                                                               | -                                                   |
| 1968  | Minako Oba, Sambiki no kani (三匹の蟹)                                                                 | -                                                   |
|       | Mention spéciale : Tomiko Fukai Don pedoro nisei hoteru (- Don Pedro 2 Hotel) (ドン・ペドロ二世ホテル) | -                                                   |
| 1969  | Lee Hoesung, Mata futatabi no michi (またふたたびの道)                                                 | -                                                   |
| 1970  | Kōsuke Katsugi, Shuppatsu no shūhen (出発の周辺)                                                       | -                                                   |
| 1971  | Miyoko Kobayashi, Kami no hana (髪の花)                                                                | -                                                   |
| 1971  | Teikō Hirogawa, Chōku (チョーク)                                                                       | -                                                   |
| 1972  | non décerné                                                                                            | -                                                   |
| 1973  | non décerné                                                                                            | -                                                   |
| 1974  | Akira Iida, Michiko to sono otto (迪子とその夫)                                                        | -                                                   |
| 1974  | Hitoshi Morimoto, Aru kaifuku (或る回復)                                                               | -                                                   |
| 1974  | Michitsuna Takahashi, Taikutsushinogi (退屈しのぎ)                                                     | -                                                   |
| 1975  | Kyōko Hayashi, Matsuri no ba (祭りの場)                                                                | -                                                   |
| 1975  | Mention spéciale : Norio Komatsu, Kakusareta-goe (隠された声)                                          | -                                                   |
| 1976  | Ryū Murakami, Kagirinaku tōmei ni chikai burū (限りなく透明に近いブルー)                               | Bleu presque transparent, Robert Laffont ; Picquier |
| 1976  | Mention spéciale : Ao Umino, Umi no kō (海の幸)                                                        | -                                                   |
| 1974  | non décerné                                                                                            | -                                                   |
| 1974  | Mention spéciale : Kenichi Yamakawa, Kagami no naka no garasu no fune (鏡の中のガラスの船)             | -                                                   |
| 1974  | Mention spéciale : Yasuko Kurauchi, Totemo shizen'na, obie-kata (とても自然な、怯え方)                 | -                                                   |
| 1978  | Ryōsuke Obata, Eien ni ichinichi (永遠に一日)                                                          | -                                                   |
| 1978  | Keiko Nakazawa, Umi o kanjiru toki (海を感じる時)                                                      | -                                                   |
| 1979  | Haruki Murakami, Kaze no uta o kike (風の歌を聴け)                                                     | Écoute le chant du vent, Belfond                    |
| 1980  | Taku Hasegawa 長谷川卓 , Hiru to yoru (昼と夜)                                                         | -                                                   |
| 1981  | Yoriko Shono, Gokuraku (極楽)                                                                          | -                                                   |
| 1982  | non décerné                                                                                            | -                                                   |
| 1982  | Mention spéciale : Haruhiko Yoshimeki, Usagi (うさぎ)                                                  | -                                                   |
| 1983  | Naoyuki Ii, Kusa no kanmuri (草のかんむり)                                                             | -                                                   |
| 1984  | Fumiko Hanagi, Damianzu, watashi no emono (ダミアンズ、私の獲物)                                       | -                                                   |
| 1985  | Kishō Ii, Zero han (ゼロはん)                                                                          | -                                                   |
| 1985  | Mention spéciale : 吉目木晴彦 「ジパング」                                                             | -                                                   |
| 1986  | Chihiro Arai, Fukkatsusai no tame no rekuiemu (復活祭のためのレクイエム)                               | -                                                   |
| 1987  | Yōko Shimoi, Anata ni tsuite watashi ni tsuite (あなたについて わたしについて)                         | -                                                   |
| 1987  | Takayuki Suzuki, Pōtoreito in nambā (ポートレイト・イン・ナンバー)                                     | -                                                   |
| 1988  | Ikuo Ishida, Aruchūru erison no sobyō (アルチュール・エリソンの素描)                                   | -                                                   |
| 1989  | non décerné                                                                                            | -                                                   |
| 1990  | Wataru Takano, Kombiniensu rogosu (コンビニエンス ロゴス)                                              | -                                                   |
| 1991  | Yōko Tawada, Kakato o ushinakushite (かかとを失くして)                                                 | -                                                   |
| 1992  | non décerné                                                                                            | -                                                   |
| 1992  | Mention spéciale : Masaru Nakano, Hato o kuu (鳩を食う)                                                | -                                                   |
| 1993  | non décerné                                                                                            | -                                                   |
| 1993  | Mention spéciale : Koji Adachi , Kurai mori o nukeru tame no hōhō' (暗い森を抜けるための方法)          | -                                                   |
| 1993  | Mention spéciale : Masako Kiji, Kōri no umi no gareon (氷の海のガレオン)                               | -                                                   |
| 1994  | Kazushige Abe, Ikeru shikabane no yoru (生ける屍の夜)                                                  | -                                                   |
| 1995  | non décerné                                                                                            | -                                                   |
| 1995  | Mention spéciale : Fumitake Danno, Hanare hito-tachi (暗い森を抜けるための方法)                        | -                                                   |
| 1995  | Mention spéciale : Sanae Hoshio (sous le nom de Ayane Hagiyama), Kage o mekuru toki (氷の海のガレオン) | -                                                   |
| 1996  | Keiko Suzuki, Yasashī hikari (やさしい光)                                                              | -                                                   |
| 1996  | Mention spéciale : Sonoe Dōgaki, Ashimoto no tsuchi (足下の土)                                         | -                                                   |
| 1997  | Yoshihisa Okazaki, Byōsoku 10 senchi no ettō (秒速 10 センチの越冬)                                    | -                                                   |
| 1998  | non décerné (aucune mention spéciale)                                                                  | -                                                   |
| 1998  | Mention spéciale : Tsukasa Nagata, Mizu no hajimari (水のはじまり)                                     | -                                                   |
| 1999  | non décerné                                                                                            | -                                                   |
| 2000  | Hajime Yokota, Sekai kiroku (世界記録)                                                                 | -                                                   |
| 2001  | Tōru Hagiwara, Nomi no shinzō fankurabu (蚤の心臓ファンクラブ)                                         | -                                                   |
| 2002  | Daisuke Hayakawa, Jairo! (ジャイロ！)                                                                  | -                                                   |
| 2002  | Tomoki Termura, Shiseru tamashii no gensō (死せる魂の幻想)                                             | -                                                   |
| 2003  | Ken Mori, Kayaku to ai no hoshi (火薬と愛の星)                                                         | -                                                   |
| 2004  | Mika Jūmonji, Kitsune neiri yume no toriko (狐寝入夢虜)                                                | -                                                   |
| 2005  | Naoya Higuchi, Sayonara Amerika (さよなら アメリカ)                                                    | -                                                   |
| 2006  | Furukuri Kinoshita, Mugen no shimobe (無限のしもべ)                                                    | -                                                   |
| 2006  | Asuka Asahina, Yūutsuna hasubīn (憂鬱なハスビーン)                                                     | -                                                   |
| 2007  | Tetsushi Suwa, Asatte no hito (アサッテの人)                                                           | -                                                   |
| 2008  | Yoriko Matsuo, Komori-uta shika kikoenai (子守唄しか聞こえない)                                        | -                                                   |
| 2009  | Daisuke Maruoka, Kamereonkyō no tame no sensō gakushūchō (カメレオン狂のための戦争学習帳)              | -                                                   |
| 2010  | Keita Asakawa, Asa ga tomaru (朝が止まる)                                                              | -                                                   |
| 2010  | Yosuke Nomizu, Kōkaisaki ni tatazu (後悔さきにたたず)                                                  | -                                                   |
| 2011  | Naoko Nakano, Utsukushī watashinokao (美しい私の顔)                                                    | -                                                   |
| 2012  | Manabu Okamoto, Kakū ressha (架空列車)                                                                 | -                                                   |
| 2012  | Mention spéciale : Chioru Katase, Awa o tataki waru ningyo wa (泡をたたき割る人魚は)                   | -                                                   |
| 2012  | Mention spéciale : Kazuo Fujisaki, Gubbai, kōrogi-kun (グッバイ、こおろぎ君)                           | -                                                   |
| 2013  | Riku Hatano, Toriganaku (鶏が鳴く)                                                                     | -                                                   |
| 2014  | Yūta Yokoyama, Wagahai ha neko ninaru (吾輩ハ猫ニナル)                                                 | -                                                   |
| 2015  | Yūsuke Norishiro, Jūshichihachi yori (十七八より)                                                      | -                                                   |
| 2016  | Shiru Che, Jini no pazuru (ジニのパズル)                                                               | -                                                   |
| 2017  | non décerné                                                                                            | -                                                   |
| 2017  | Mention spéciale : Satomi Uehara, Tenbukuro (天袋)                                                     | -                                                   |
| 2017  | Mention spéciale : Li Kotomi, Hitorimai (独舞)                                                         | -                                                   |
| 2018  | Yūko Hōjō, Utsukushī kao (美しい顔)                                                                    | -                                                   |
| 2019  | Maho Ishikura, Soko doke a ho ga tōrusakai (そこどけあほが通るさかい)                                  | -                                                   |
| 2020  | non décerné                                                                                            | -                                                   |
| 2020  | Mention spéciale : Mahiro Yuasa, 4gatsu no kishibe (四月の岸辺)                                        | -                                                   |
| 2021  | Mai Ishizawa, Kai ni tsudzuku basho nite (貝に続く場所にて)                                            | -                                                   |
| 2021  | Daiki Shimaguchi, Tori ga boku-ra wa inori, (がぼくらは祈り、)                                         | -                                                   |
| 2021  | Mention spéciale : K. Sanzo Matsunaga, Kameo (カメオ)                                                  | -                                                   |
| 2022  | Chito Kosagawa, Katei-yō anshin kōfu (家庭用安心坑夫)                                                  | -                                                   |
| 2022  | Itsuki Hirasawa, Tenmetsu suru mono no kakumei (点滅するものの革命)                                    | -                                                   |
| 2023  | Natsuki Murakumo, Mo nuke no kōsatsu (もぬけの考察)                                                    | -                                                   |
| 2023  | Yasuko Yumeno, Jūndoroppu (ジューンドロップ)                                                           | -                                                   |
| 2024  | Kohei Toyonaga, stsukinu hashi iya,-banu hashi i (月ぬ走いや、馬ぬ走い)                                | -                                                   |
| 2024  | Mention spéciale : Hajime Shiratori, Tōku kara kimashita (遠くから来ました)                            | -                                                   |

### Catégorie critique / commentaire

#### 1958-1969
- 1958 Adachi Yasushi pour Hōseki no bungaku  (宝石の文学)
- 1959 Sano Kinnosuke pour Katsuryoku no zōkei  (活力の造型)
- 1960 Shun Akiyama pour Kobayashi Hideo  (小林秀雄)
- 1961 Ueda Miyoji pour Saitō Mokichi-ron  (斎藤茂吉論)
- 1962 Ogasawara Masaru pour Shishōsetsuron no seiritsu o megutte  (私小説論の成立をめぐって)
- 1963 Tsukimura Toshiyuki pour Nakano Shigeharu-ron josetsu  (中野重治論序説)
- 1964 Matsubara Shinichi pour Katsuichirō Kamei-ron  (亀井勝一郎論)
- 1965 Watanabe Hiroshi pour Mishima Yukio to Kenzaburō Ōe  (三島由紀夫と大江健三郎)
- 1966 non décerné
- 1967 Miyauchi Yutaka pour Shōhei Ōoka-ron  (大岡昇平論) et Rizawa Yukio pour Jiko kyōiku no imēji Ōe Kenzaburō ron  (自己救済のイメージ 大江健三郎論)
- 1968 non décerné
- 1969 Kōjin Karatani pour Ishiki to shizen ?-ron  (意識と自然 漱石試論)

#### 1970-1979
- 1970 non décerné
- 1971 non décerné
- 1972 Nishimura Wataru pour Girishiajin no nageki  (ギリシア人の歎き)
- 1973 Motomura Toshio pour Shōkon to kaiki  (傷痕と回帰)
- 1974 Katsumata Hiroshi pour Waga o motomete  (我を求めて)
- 1975 non décerné
- 1976 non décerné
- 1977 Nakajima Azusa (Kurimoto Kaoru) pour Bungaku no rinkaku  (文学の輪郭)
- 1978 non décerné
- 1979 non décerné

#### 1980-1989
- 1980 non décerné
- 1981 Kobayashi Kōichi pour Saitō Ryokuu  (斎藤緑雨論)
- 1982 Katō Kazuhiro pour Kosumosu no chi  (コスモスの知慧)
- 1983 Iguchi Tokio pour Monogatari no shintai Nakagama Kenji-ron  (物語の身体 中上健次論) et Sengoku Hideyo pour Farusu no fukusō Nobuo Kojima-ron  (ファルスの複層　小島信夫論)
- 1984 non décerné
- 1985 non décerné
- 1986 Yoshinori Shimizu pour Kijutsu no kokka Jun'ichirō Tanizaki genron (記述の国家 谷崎潤一郎原論)
- 1987 Takahashi Isao pour Kizoku to hōkō Akutagawa Ryūnosuke-ron  (帰属と彷徨 芥川龍之介論)
- 1988 Muroi Mitsuhiro pour Rei no chikara J.L. Borges o meguru danshō  (零の力　J.L.ボルヘスをめぐる断章)
- 1989 non décerné

#### 1990-1999
- 1990 Miwa Tarō pour Hōjō no umi aruiha yume no orikaeshiten  (『豊饒の海』あるいは夢の折り返し点)
- 1991 Watanabe Ryō pour Ihō no tomo e no tegami Roland Barthes kigōteikoku saiko  (異邦の友への手紙　ロラン・バルト『記号帝国』再考)
- 1992 Takeda Nobuharu pour Futatsu kagamijigoku Rampo to Makino Shinichi ni okeru fukusū no watashi  (二つの『鏡地獄』　乱歩と牧野信一における複数の『私』) et Yamashiro Mutsumi pour Kobayashi hyōron no critical point  (小林批評のクリティカル・ポイント)
- 1993 Ōsugi Shigeo pour Arakure-ron  (『あらくれ』論)
- 1994 Ikeda Yūichi pour Genkeishiki no kōshite  (原形式に抗して) et Konno Kaoru pour Kanashiki nushi Kobayashi Hideo to rekishi  (哀しき主 小林秀雄と歴史)
- 1995 non décerné
- 1996 non décerné
- 1997 Saitō Soei pour Gyakusetsu ni tsuite  (逆説について)
- 1998 Kamada Tetsuya pour Masao Maruyama-ron  (丸山真男論) et Chiba Kazumiki pour Bungaku no ichi Mori Ōgai shiron  (文学の位置―森鴎外試論) et 日比勝敏 pour Monogatari no gaibu kōzōka no kiseki Taijun Takeda-ron josetsu  (物語の外部・構造化の軌跡―武田泰淳論序説)
- 1999 non décerné

#### 2000-2009
- 2000 non décerné
- 2001 Aoki Junichi pour Hō no shigyō teishi Mori Ōgai no rekishishōsetsu  (法の執行停止 森鴎外の歴史小説)
- 2002 Itō Ujitaka pour Tasha no aridokoro  (他者の在処)
- 2003 Satō Yasutomo pour Kiseki no ikkaku  (『奇跡』の一角)
- 2004 non décerné
- 2005 non décerné
- 2006 non décerné
- 2007 non décerné
- 2008 Takeda Masaaki pour Kakowarenai hihyō Hiroki Azuma to Masaya Nakahara  (囲われない批評　東浩紀と中原昌也)
- 2009 Nagaoka Morito pour Gengo ni tsuite no shōsetsu Levy Hideo-ron  (言語についての小説－リービ英雄論)

#### 2010-2019
- 2010 non décerné
- 2011 Mie Kōki[1] pour 1% no haiku ikkyōsei rotei shasei (１％の俳句　一挙性・露呈性・写生 (?))